# チェ・ゲバラ
エルネスト・ゲバラ（Ernesto Guevara、1928年6月14日 - 1967年10月9日）は、アルゼンチン生まれの政治家、革命家で、キューバのゲリラ指導者。
「チェ・ゲバラ（Che Guevara）」の呼び名で知られるが、「チェ」は主にアルゼンチンやウルグアイ、パラグアイで使われているスペイン語（リオプラテンセ・スペイン語をはじめとする諸方言）で「やぁ」「おい」「お前（親しみを込めた）」「ダチ」といった砕けた呼び掛けの言葉であり、ゲバラが初対面の相手にしばしば「チェ。エルネスト・ゲバラだ」と挨拶していたことから、キューバ人たちが「チェ」の発音を面白がり付けたあだ名である。ラテンアメリカではキューバ革命以降「チェ」もしくは「エル・チェ (El Che)」（「el」男性定冠詞単数形）といえば彼のことを指す。

## 生涯

### 幼年期

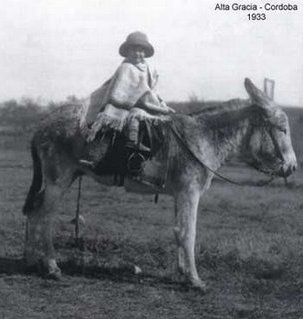
5歳。伝統的なガウチョの服装でロバに乗る（1933年）

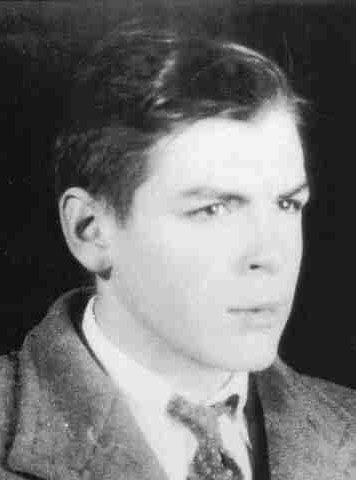
17歳の時（1945年）

1928年にアルゼンチン第三の都市ロサリオでバスク系アルゼンチン人とアイルランド系アルゼンチン人の両親のもとに誕生する。父はアルゼンチン人のエドゥアルド・ラファエル・エルネスト・ゲバラ・リンチ（1900年 - 1987年）、母はセリア・デ・ラ・セルナ・イ・ジョサ（1905年 -1965年）。
1824年にシモン・ボリーバル、アントニオ・ホセ・デ・スクレらのラテンアメリカ解放軍とアヤクーチョで戦ったペルー副王、ホセ・デ・ラ・セルナの末裔であり、経済的には恵まれた家庭であった。両親はカトリック国であるアルゼンチンの保守的な慣習にとらわれない、比較的リベラルな思想の持ち主であった（母セリアは無神論者でもあった）。
慣習上スペイン語圏の人名は、ミドルネームや父方と母方の姓を繋げた長いものになることが多く、ゲバラの出生名についてもそのように表記されることもあるが、彼の出生証明書には単に「エルネスト・ゲバラ」とだけ記されている。
ゲバラは未熟児として生まれ、肺炎を患い、2歳のとき重度の喘息と診断された。両親は息子の健康を第一とし、喘息の治療に良い環境を求めて数回転居している。幼い頃は痙攣を伴う喘息の発作で生命の危機に陥ることがあり、その度に酸素吸入器を使用して回復するという状態であった。しかし、ラグビーなど激しいスポーツを愛好し、プレイ中に発作を起こしては酸素吸入器を使用し、また試合にもどっていた。重度の喘息は彼を生涯苦しめた。医学生時代には友人と「タックル」というラグビー雑誌を発行し、自ら編集もつとめた。

### 青年期
ブエノスアイレス大学で医学を学ぶ。在学中の1951年に年上の友人のアルベルト・グラナードとともにオートバイで南アメリカをまわる放浪旅行を経験した。旅の過程で、チリの最下層の鉱山労働者やペルーのハンセン病患者らとの出会いなど、当時比較的裕福であったアルゼンチン以外の南米各地の状況を見聞するほか、ホセ・カルロス・マリアテギの著書に影響を受けマルクス主義に共感を示すようになった（このことは著作『モーターサイクル南米旅行日記』に記され、後にこれを原作として映画『モーターサイクル・ダイアリーズ』も制作された）。このオートバイを、スペイン語で「怪力」を意味するポデローサと命名した。
1953年、大学卒業の25日後、友人のカルロス・フェレルとともに再び南米放浪の旅に出る。J.D.ペロンの独裁政権下のアルゼンチンを離れ、当初はベネズエラのグラナードを訪れる予定だったが、ボリビア革命の進むボリビアを旅した際に、それまで虐げられてきたインディオが解放され、かつてないほど自由な雰囲気が漂っているのに大きな衝撃を受けた。その後ペルー、エクアドル、パナマ、コスタリカ、ニカラグア、ホンジュラス、エルサルバドルを旅行し、ハコボ・アルベンス・グスマン時代のポプリスモ（社会主義とする見方もある）政権下のグアテマラに行き着いた。グアテマラで医師を続ける最中、祖国であるペルーを追われ、グアテマラに亡命していた女性活動家のイルダ・ガデアと出会い、共鳴し、社会主義に目覚め、急速にのめりこんで行くとともに、彼女と結婚する。
1950年10月の選挙によって成立したグアテマラのアルベンス政権は、スペイン植民地時代から続く構造化された収奪や、長きに渡る腐敗した独裁政権による社会の荒廃の改革を進めていた。アメリカ企業（ユナイテッド・フルーツ社）による搾取からの経済的独立や、グアテマラにおける農業資本主義経済確立のため、マヤ系インディオの復権のために、それまで半農奴的な扱いを受けていた土地無し農民への農地分与など、グアテマラ革命と呼ばれるほどの急進的な改革を進めていた。しかし、アルベンス政権がユナイテッド・フルーツ社の社有地に手をつけると、アメリカ合衆国内で猛烈なグアテマラへの非難が巻き起こった。アルベンス政権が軍部の裏切りによりCIAに後押しされた反抗勢力のカスティージョ・アルマスに倒されると（PBSUCCESS作戦）、民主的な選挙によって選出され、ゲバラが「ラテンアメリカで最も自由で民主的な国」と評したグアテマラの革命政権は崩壊した。この出来事が直接のきっかけとなり、ゲバラは武力によるラテンアメリカ革命を本気で志すようになった。
その後、アルマス新政権によってゲバラの暗殺指令が出されたため、妻のガデアとともに、失意と怒りを抱いてメキシコに移る。1955年7月、この地に亡命中の反体制派キューバ人のリーダーである、フィデル・カストロと出会う。7月26日運動を率いてキューバのフルヘンシオ・バティスタ独裁政権打倒を目指すカストロに共感したゲバラは、このとき、一夜にして反バティスタ武装ゲリラ闘争への参加を決意したとされている。こうしてスペイン内戦で共和派の生き残りとなったアルベルト・バーヨ中佐による本格的な軍事訓練を受けて、キューバ上陸への準備が進んでいった。

### 革命家ゲバラ

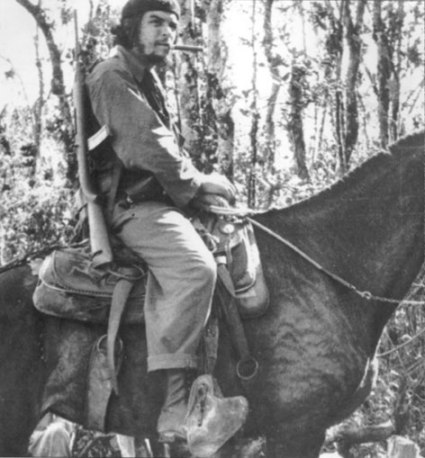
ラバに乗って　1958年11月、ラスビラスにて

妻と娘のイルディーダをメキシコに残し、単身キューバへ向かう。1956年11月25日、フィデル・カストロをリーダーとした反乱軍総勢82名はプレジャーボート「グランマ号」に乗り込んだ。しかしこの「グランマ号」は7人乗りで、その10倍以上も詰め込んだ収容過多によって衛生環境などが劣悪となったことに加え、目立たぬよう、嵐の中出航したことなどもあり、7日後にキューバに上陸した時にはすでに体力を消耗し、それに伴い士気も下がっていた。さらに反乱軍の上陸をカストロが事前に発表し、計画の内容もキューバ政府に漏洩していたため、反乱軍は上陸直後に政府軍の襲撃を受けて壊滅状態となった。結局生きて上陸できたのは82人中、ゲバラ、フィデル・カストロ、ラウル・カストロ、カミーロ・シエンフエゴスなどを含む12人のみだった。オルトドクソ急進行動の指導者で部隊の副官格のマヌエル・マルケスやバヤモ兵営襲撃の生き残りニコ・ロペス（ゲバラとカストロの仲立ちをした）ら多くの人間が拷問のすえ虐殺された。
上陸後、反乱軍はシエラ・マエストラ山脈に潜伏し、山中の村などを転々としながら軍の立て直しを図った。その後キューバ国内の反政府勢力との合流に成功し、反乱軍は徐々に増強されていった。当初、ゲバラの部隊での役割は軍医であったが、革命軍の政治放送をするラジオ局（ラジオ・レベルデ）を設立するなど、政府軍との戦闘の中でその忍耐強さと誠実さ、状況を分析する冷静な判断力、人の気持ちをつかむ才を遺憾なく発揮し、次第に反乱軍のリーダーのひとりとして認められるようになっていった。上陸から1年後の兵員増加に伴う部隊の再編成に際して、カミーロやラウルらを差し置き、カストロから第2軍（名前の上でだけは第4軍）のコマンダンテ（司令官。司令官の下に分隊がある。分隊指揮者は「隊長」）に任命され、指揮権と少佐の階級を与えられ、名実ともにカストロに次ぐ反乱軍ナンバー2となった。

### 革命成就

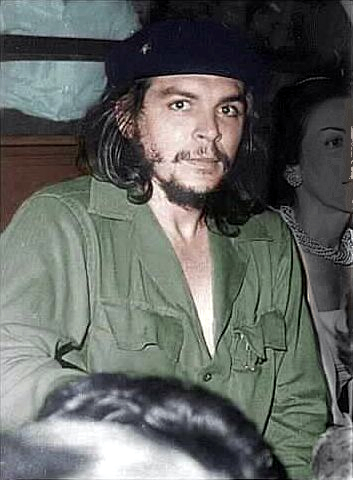
1959年1月2日、革命成就直後に

1958年12月29日にはこの第2軍300人を率いて政府軍6000人が迎え撃つキューバ第2の都市サンタ・クララに突入する。そこで、政府軍の武器と兵士を乗せた装甲列車を転覆させ政府軍を混乱させる。反乱軍を支援する多数の市民の加勢もあり、激戦の末にこれを制圧し、首都ハバナへの道筋を開いた。
1959年1月1日午前2時10分に、フルヘンシオ・バティスタがドミニカ共和国へ亡命し、1月8日カストロがハバナに入城、「キューバ革命」が達成された。闘争中の功績と献身的な働きによりキューバの市民権を与えられた。
革命成立6ヵ月後の1959年6月、ゲバラはカストロの特使、6人の親善使節団の団長としてアラブ連合（エジプト、シリア）やユーゴスラビア、インド、ビルマ、インドネシア、アフリカガーナなど11ヶ国歴訪の旅に出た。当時欧米・ソ連に対して「第三世界」と呼ばれた国々にキューバ革命の真実を伝えるとともに、親善友好を促進しようという狙いであった。出発前は日本はスケジュールに組まれていなかったが、7月4日、神田襄太郎駐キューバ大使に日本に行く旨の正式通告があった。カストロが日本びいきであったとされ、ゲバラも日本人の精神力や勤勉さ、日本の心を高く評価していたことが「第三世界」ではない日本を訪問国に選んだ動機とされる。日本訪問は、それ以外に特産の砂糖の輸出を増やし、その資金で農業や繊維などの軽工業機械、漁船、武器の購入に充てたいという経済使節の役目も兼ねていた。キューバはまだ共産国に入らず、政局も流動状態にあり、ゲバラもまだ閣僚ではなく、中南米にいた日本の見本市船から藤山愛一郎外相に打たれた公電のゲバラ評は「カストロ首相の信頼の厚い人物ながら、極左的色彩を有する革命家（本人は否定）で首相特使の資格」と書かれていた。ゲバラは当時、ガバーニャ要塞指令官という地位で、ゲバラが表面に出るのは、訪日後の1959年11月に国立銀行総裁に就任してからである。

### 日本来訪
1959年7月15日、31歳のゲバラはキューバの通商使節団5人を引き連れて日本を訪れ、羽田空港に降り立った。当時日本でのゲバラの知名度は低く、第一線で活躍する新聞記者も知らない状態で、『朝日新聞』が「カストロ・ヒゲ」と揶揄同然に報じたのみで、他社には無視された。同日、麻布プリンスホテルに宿泊。16日、東京都庁を表敬訪問し、東龍太郎東京都知事と会談。この日と離日の7月28日に記者会見が行われたが、日本の新聞の大半は一行も報じず。産経新聞大阪版のみが会見を掲載した。ジャパンタイムズは、AP特約記事として何度がゲバラの動向を報じた。17日、藤山愛一郎外相と会談。ゲバラは事前に岸信介首相との会談を申し入れていたが、岸はヨーロッパを旅行中で岸との会談は果たせなかった。同じ日に牛場信彦外務省経済局長とゲバラの会談では、日本対キューバの貿易が日本の大幅入超になっていたことから、キューバに関税の撤退を求められた。7月18日ー7月20日足取り不明。ゲバラ来日の最大のミッションは日本への砂糖の売り込みだった。キューバ経済は砂糖が主体であり、キューバ砂糖の三大輸出国は、アメリカ、日本、アラブ連合。アメリカが最大の輸出国だったが、当時のキューバはアメリカとの関係が悪化し始め、アメリカと対決する方向に足を踏み出し、砂糖の輸出が上手くいかなければ、共産圏諸国と双務協定を結び、共産国と提携する必要に迫られるかもしれない、すでに共産圏から取り引きの申し出がある、などと来日中に共産圏への接近をほのめかした。当時日本は40万トン以上の砂糖をキューバから買っており、ゲバラとしては、その維持の確約を訪日のおみやげにしたかった。しかし日本側は輸入超過を問題視し、関税の撤退を確約しなければ交渉に応じられないという姿勢。このためゲバラは関係省庁を次々訪れ、21日には福田赳夫農相、翌22日には池田勇人通産相と会談し、盛んに砂糖を売り込んだ。しかし池田から「現在の日本の対キューバ貿易は、輸入と輸出の比率が10対1だ。どのくらい日本品を買ってくれるか。問題は砂糖より日本品の買い付けだ、豪州との協定は1対3だ。そのうちに1対2になるだろう。10対1という国はキューバ以外にない。キューバこそ日本商品をもっと多く買い付けるべきだ」などとけんもほろろに断られた。池田との会談でゲバラと日本政府との交渉は終止符が打たれた。この池田との会談で日本の新聞はようやくゲバラを活字で取り上げた。革命後日が浅く、政権の基盤がまだ十分に整わない"カリブ海の点の国"の使節団に対する日本の扱いは冷たかった。ゲバラが離日して間もない、8月21日に砂糖の大量生産国だったソ連がキューバ糖17万トンの買い付けを発表して世界中を驚かせた。以降、成長著しい日本の工業を精力的に視察。7月22日、関西へ向け出発し名古屋市に宿泊。23日には午前中に愛知県のトヨタ自動車工場のトラックやジープ型4輪駆動車の製造ラインを見学。当時のトヨタの本社工場は出始めのトヨエースなど小型トラックの製造が主体で、ゲバラ一行も乗用車よりトラックやジープに興味を持っていたといわれる。午後には新三菱重工の飛行機製作現場を訪れた。夕方急行「西海」に乗り、大阪入りし大阪グランドホテルに宿泊。24日には久保田鉄工堺工場で農業機械の製造ラインを見学し実際に農業機械を動かして試した。久保田は外務省からの申し入れでゲバラ一行を「農業使節団」として受け入れた。この後、丸紅、鐘紡と回って夕方に大阪コクサイホテルで大阪商工会議所主催のパーティーに出席した。この他にもゲバラは通商のために、ソニーのトランジスタ研究所や映画撮影所、肥料工場などを回った。ゲバラはキューバに帰って、日本の工業力への称賛をカストロに語ったとされるが、日本の経済界はアメリカに気兼ねしてキューバとの貿易はあまり進まなかった。
7月24日に大阪に泊まった際、広島が大阪から遠くないことを知り、翌25日、神戸の川崎造船所を視察した後、神戸での以降の予定をキャンセルし、帰京予定を変更してオマール・フェルナンデス大尉とマリオ・アルスガライ駐日大使を伴って全日空機で山口県岩国空港に飛んだ。広島訪問は予定に入っていなかったが、ゲバラが突如、「他の予定を犠牲にしても、広島平和記念公園内の原爆死没者慰霊碑に献花したい」と言い出した。広島訪問を熱望した理由は、ゲバラにとって広島は原爆で壊滅的な被害にあった後、驚異的な復興を遂げていた奇跡の街。キューバの国を再建するヒントにしたかったという説、米帝国主義と戦うキューバ、その中でカストロ首相に次ぐポストにあるゲバラにとって、"アメリカの手によるヒロシマの惨劇"を自らの目で確かめ、無数の非戦闘員を含む犠牲者の霊をキューバ革命政府の名で弔いたかったのでは、という説などがある。急ぎ外務省の大阪事務所が広島県庁に電話し、一行の対応を要請。岩国に車で出迎えた広島県庁職員案内の下、途中、廿日市市の宮島口で車を停め、日本有数の名勝を対岸から見学。ゲバラ一行は宮島口で写真に収まったが、その際、和服の女性が通りかかり、ゲバラは日本で初めてキモノを見たと喜んだ。宮島口に寄ったのは、献花用の花を新広島ホテルのフロントに持ってくることになっていた予定が間に合うかを気にしてのことだった。午後2時過ぎに新広島ホテルに到着。近くの広島平和公園内の原爆死没者慰霊碑に献花し、原爆資料館を約1時間見学。ゲバラは館内に展示された原爆の惨禍の凄まじさに同情と怒りを見せ、それまで終始無口で通していたゲバラが突然、広島県庁職員・見口健蔵に対して英語で「きみたち日本人は、アメリカにこれほど残虐な目にあわされて、腹が立たないのか」と言った。ゲバラが広島の状況をキューバに伝えて以来、同国では現在でも初等教育で広島と長崎への原爆投下を取り上げている。その後原爆病院を訪れ、当時紙屋町の住友銀行広島支店の入り口前にあった"死の影"（人影の石）にも接した。また当時の広島県知事・大原博夫と会談している。娘のアレイダ・ゲバラも2008年、2010年に、2017年8月には息子のカミーロ・ゲバラ（アレイダの弟）も広島を訪問している。ゲバラは日帰りを予定していたが、帰りの飛行機が満席で、7月25日夜は新広島ホテルに宿泊した。この日「革命家ならこの地を訪ねるべきだ」などと書いたキューバの妻宛てに広島から投函した絵葉書が現存している。翌26日朝、朝10時発の列車で広島駅を立った。大阪から空路で東京に戻り、7月26日はキューバの革命政府にとって記念日にあたるため、麻布プリンスホテルで「7月26日運動」記念パーティに出席。27日夕方5時に外務省で日本側と最後の交渉を行い、帰路に着いた。ゲバラが日本で受けた最大の感銘は、広島訪問だったといわれ、帰国後、ゲバラは日本を語るとき、ヒロシマを必ず口に出した。ゲバラが自らが発案して広島を訪れたことを切っ掛けとして、キューバをはじめラテンアメリカ諸国でヒロシマへの関心が広がっていったとされる。
このゲバラの広島行に関しては、「神戸市内のホテルで繊維業者と会う予定だったが、宿を密かに抜け出して夜行列車で広島に向かった」という説もある。しかし、この説を裏付ける証拠はオマール・フェルナンデスの主張以外にはなく、当時の通訳であった広島県外事課の見口健蔵が、飛行機での公式の来訪を語っているほか、1972年の段階で広島県総務課には当時の記録も残っている。日本語の全く分からない3人がこっそり抜け出して夜行列車に乗ることの不自然さ、無断で抜け出した場合の日本側の反応についての言及がないこと、カストロが一時的に首相を辞職するといったキューバ本国の政治的混乱の中で、使節団代表であるゲバラが、受け入れ国である日本政府や商工団体に対してそのような配慮に欠ける行動をとるとは思えない点、また、夜行列車で抜け出したにもかかわらず広島で県庁職員が待っているのは不自然でもあり、フェルナンデスの記憶違いもしくは脚色である可能性が高いと考えられている。
日本各地を視察した後、7月27日に日本を発ってインドネシア、パキスタン、スーダン、ユーゴスラビア、ガーナ、モロッコを歴訪して9月8日にハバナへ戻った。翌年には池田や牛場らとの会談で話に出た日本とキューバの通商協定が締結され、今日も継続中である。

### 政治家ゲバラ

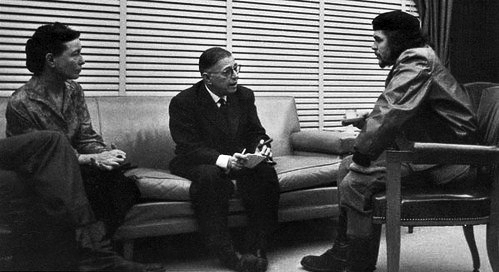
キューバを訪問したジャン＝ポール・サルトル、シモーヌ・ド・ボーヴォワール夫妻（左側の男女）と（1960年）

革命の1ヶ月後、旧バティスタ派の人々に対する裁判が行われ、およそ600人が処刑された。ゲバラは処刑の責任者を務め、さらに政治犯収容所の建設を指揮した。この時迅速に処刑を決断したのは、「グアテマラ革命の失敗は、軍内部にアルベンスへの裏切りがあったため」と後に語っている。6月には通商大使として独立したばかりのアジア、アフリカ、東欧などを歴訪し、各地で熱狂的に迎えられた。帰国後、農業改革機構工業部長および国立銀行総裁に就任。農地改革と企業の国有化を進めた。
1960年8月6日、カストロがアメリカの資本から成る石油関連産業を接収、国有化すると、これに対してアイゼンハワー大統領はキューバへの経済封鎖を行った。翌1961年4月にはケネディ大統領がキューバ侵攻作戦を認可したため、プラヤ・ヒロン侵攻事件が勃発し、アメリカに支援された傭兵軍がPBSUCCESS作戦後軍事独裁政権が続いていたグアテマラからキューバに侵攻したが、ゲバラはカストロと共に侵攻軍を破った。この事件の後、5月1日にカストロはキューバ革命の社会主義革命化を宣言した。
ゲバラは各国に外遊を行い、8月にウルグアイのプンタ・デル・エステで開催された米州機構の総会では、ブラジルのジャニオ・クアドロス大統領から南十字星勲章を授与された。帰国後同年10月に、工業相に就任した。経済封鎖による資源不足、さらに社会福祉事業の無料化により経済が徐々に逼迫していく中、「生産効率の低下は人々の献身的労働によって補える」とし、自らも休日はサトウキビの刈り入れや工場でのライン作業の労働、道路を作るための土運び、建物のレンガ積み等、積極的にボランティアに参加した。しかしこうした行動も経済を好転させるには至らず、理想主義的なゲバラは徐々にキューバ首脳陣の中で孤立を深めていった。
1964年12月11日、国連総会にキューバ主席として出席。演説の中でこう述べた。
1965年1月、各国との通商交渉のために外遊を行う。2月27日に独立の過程によりキューバの盟友だったアルジェリアのアルジェで行われた「第二回アジア・アフリカ経済会議」において、ベン・ベラ大統領と共に起草した 演説を行い、当時、キューバの最も主要な貿易相手国だったソビエト連邦の外交姿勢を「帝国主義的搾取の共犯者」と非難し、論争を巻き起こした。3月に帰国後、キューバ政府は「ゲバラをキューバ首脳陣から外さなければ物資の援助を削減する」旨の通告をソ連から受ける。これを受けてカストロにキューバの政治の一線から退くことを伝え、カストロ、父母、子供たちの三者に宛てた手紙を残してキューバを離れた。このことはしばらくカストロの側近以外には知らされず、半年後の10月3日のキューバ共産党大会においてカストロが手紙を読み上げたことで、初めて世人に知られることとなった。

### 再び革命の戦いへ、そして死

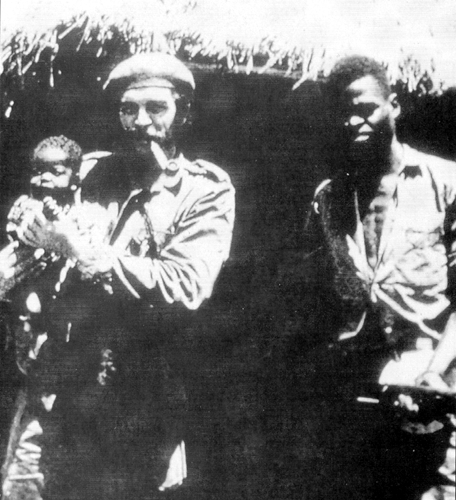
コンゴで

ゲバラは1965年中にコンゴ民主共和国に渡り、コンゴ動乱後混乱が続く現地で革命の指導を試みたが、コンゴの兵士たちの士気の低さに失望する。
コンゴでは喘息を再発、発作に苦しめられるようになり、1966年3月から7月までチェコスロバキアのプラハ近郊の町ラードビーにて、情報当局に匿われながら潜伏していた。偽名を使ったほか、髭を剃り落とし、髪を短く切るなどして別人になりすまし、ドイツ人らと滞在した。そこでチェコスロバキアの現状を目の当たりにし「これは社会主義ではなく、その失敗作だ」と述べたと伝えられている。7月19日にウルグアイのパスポートでチェコスロバキアを出国し、モスクワを経由して秘密裏にキューバに帰国した。
カストロとの会談の後、新たな革命の場として、かつてボリビア革命が起きたものの、その後はレネ・バリエントスが軍事政権を敷いており、南米大陸の中心部にあって大陸革命の拠点になるとみなしたボリビアを選んだ。ボリビアと国境を接するアルゼンチン、パラグアイ、ブラジル、ペルー、チリに連絡組織が作られ、チリ社会党の指導者サルバドール・アジェンデはこれを支援した。1966年11月、アドルフォ・メナ・ゴンザレスの偽名でウルグアイ人ビジネスマンに変装して現地に渡る。

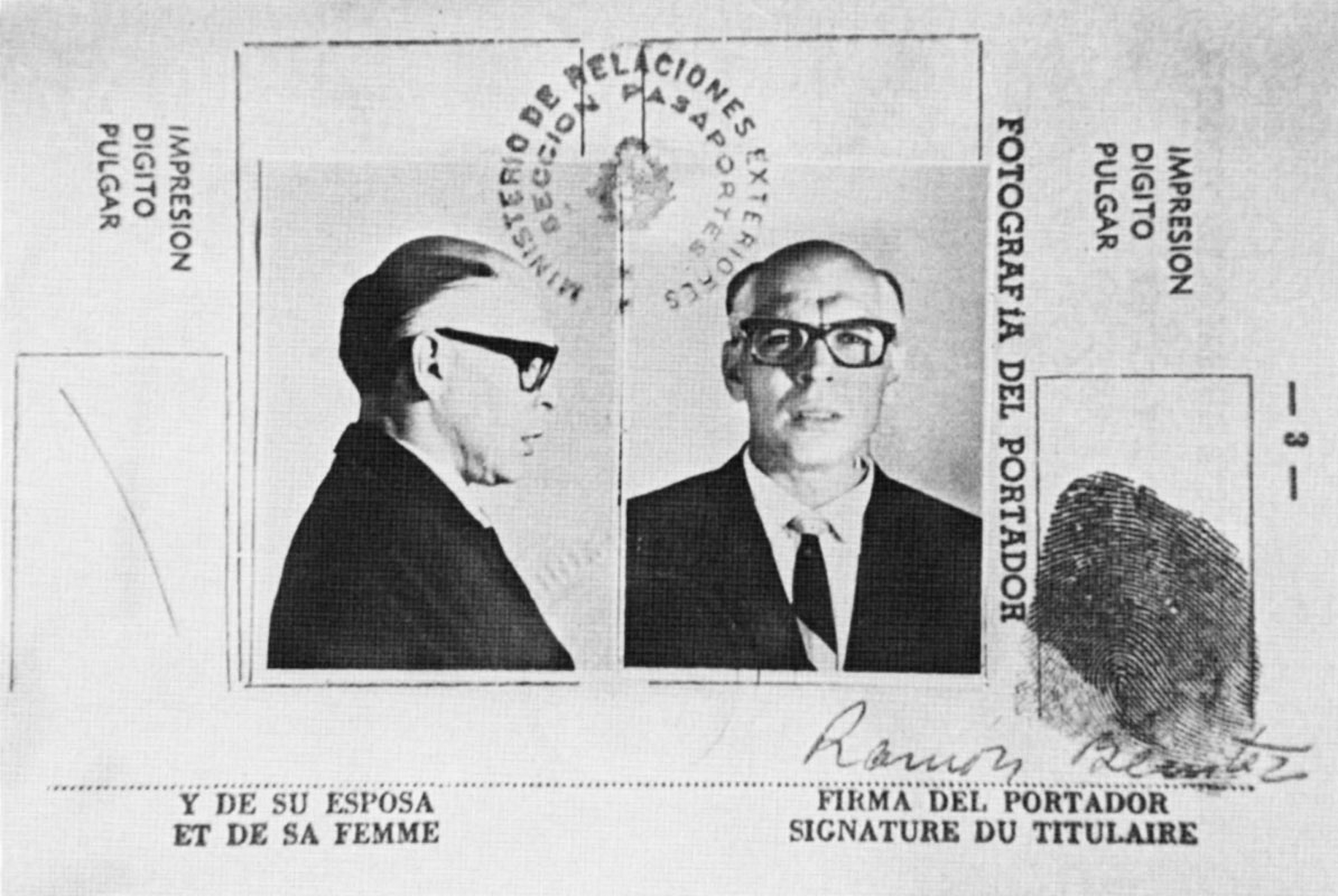
ゲバラが使用したウルグアイのパスポート

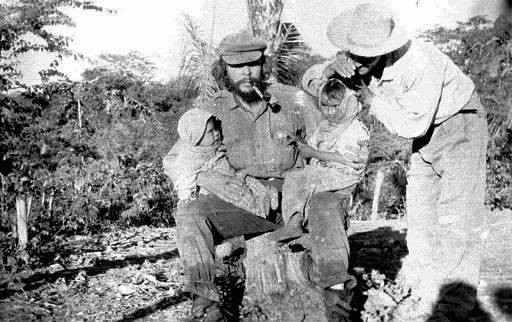
ボリビアでの最後の戦いにて

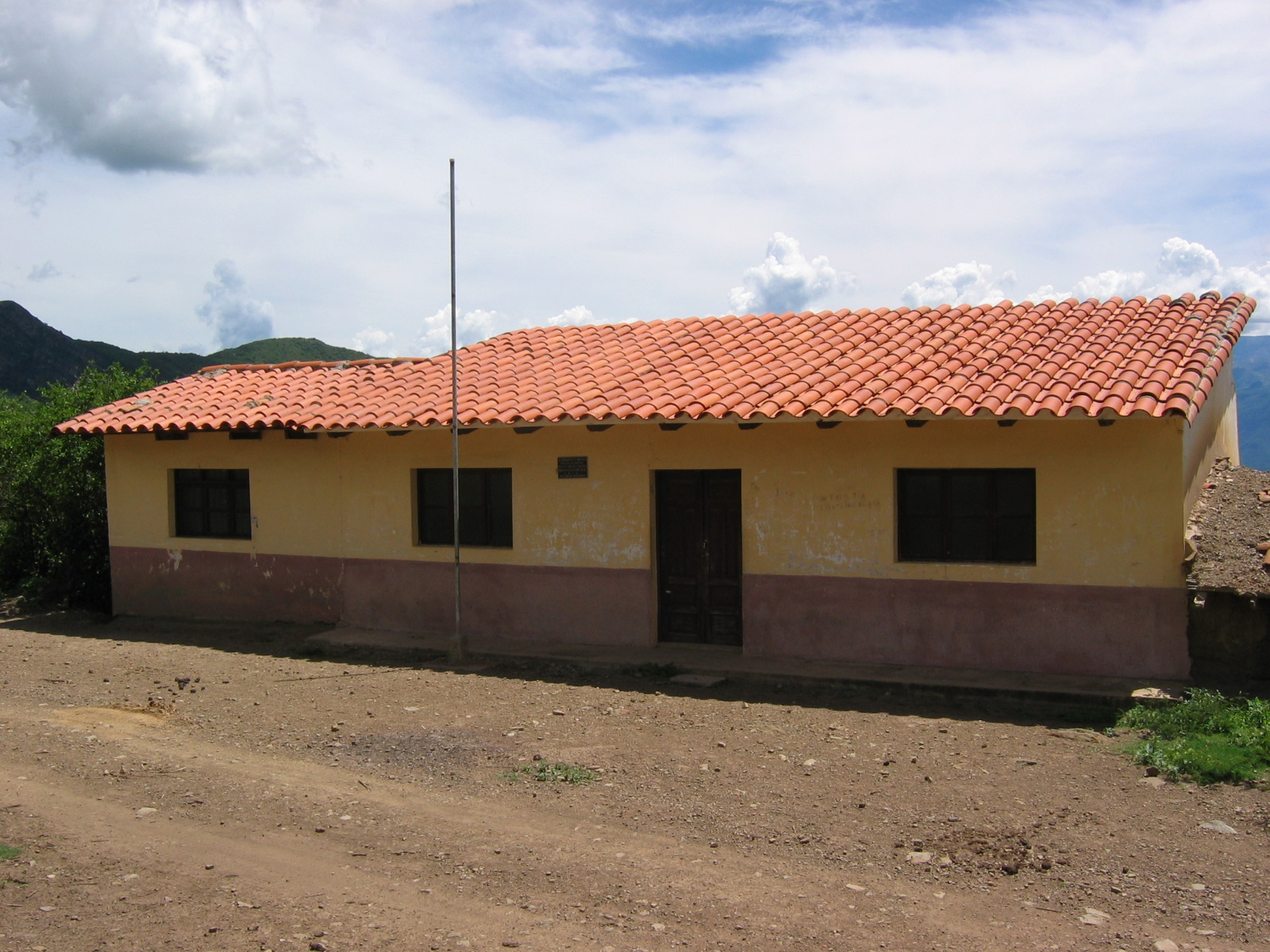
ゲバラが収容されたイゲラの小学校

独自の革命理論に固執したため、親ソ的なマリオ・モンヘ率いるボリビア共産党からの協力が得られず、カストロからの援助も滞り、また革命によって土地を手に入れた農民は新たな革命には興味を持たなかった。さらに、西ドイツから逃亡して来ていた元ナチス親衛隊中尉クラウス・バルビーを顧問としたボリビア政府軍が、冷戦下において反共軍事政権を支持していたCIAとアメリカ陸軍特殊部隊群（グリーンベレー）の軍事顧問団から武器の供与と兵士の訓練を受けてゲリラ対策を練ったため、ここでも苦戦を強いられる事となる。農民とは異なり、6月24日にカタビ鉱山では鉱山労働者がゲバラを支持する動きを見せるも、先手を打った政府軍がシグロ・ベインテ鉱区でサン・フアンの虐殺を行って労働者を制圧すると、ボリビア国内勢力からのゲバラへの支援は事実上失われた。
1967年10月8日、20名前後のゲリラ部隊とともに行動、アンデス山脈にあるチューロ渓谷の戦闘で、ガリー・プラド大尉率いる政府軍のレンジャー大隊の襲撃を受けて捕えられる。部隊を指揮していた“ウィリー”シメオン・クバ・サラビアとともに、渓谷から7キロほど南にある村イゲラに連行され、小学校に収容された。翌朝、60キロ北のバジェグランデからヘリコプターで現地に到着したCIAのフェリックス・ロドリゲスがイゲラで午前10時に「ゲバラを殺せ」を意味する暗号「パピ600」の電報を受信。午後0時40分にまずウィリーがベルナルディーノ・ワンカ軍曹 にM1で撃たれた後、午後0時45分、ゲバラは政府軍兵士のマリオ・テラン軍曹 に右脚の付け根と左胸、首の根元部分を計3発撃たれたが絶命せず、最終的には別の兵士に心臓を撃たれて死亡した。死亡の証拠として両手首を切り落とされ、遺体は無名のまま埋められた。
銃撃を躊躇する兵士に向けて放った「落ち着け、そしてよく狙え。お前はこれから一人の人間を殺すのだ」、そして撃ち損じた当人に向けての「お前の目の前にいるのは英雄でも何でもないただの男だ。撃て！臆病者め！！」が最期の言葉であった。（実際にはマリオ・テラン軍曹が撃つ時に躊躇していたため、ゲバラに「恐れるな、早く撃て！」と言われ、右脚を撃ち抜いたものの、ゲバラはまだ生きていた。恐怖で部屋を出たテラン軍曹を上官が叱責し、とどめをさしてこいと命令され、もう一度ゲバラが収容されている部屋へ入った。ゲバラは「ちゃんと狙って撃て」と言い、テラン軍曹は左胸と首を撃った。それでも絶命しなかったため、別の兵士がゲバラを仰向けにし、至近距離で心臓を撃ち抜いて絶命した）
ゲバラのゲリラ戦術は、キューバでの実戦経験に裏付けられて完成されたものだった。少人数のゲリラで山岳に潜伏し、つねに前衛、本隊、後衛とわけて組織的に警戒し、必要があれば少人数で奇襲的な襲撃を仕掛けるというものだった。

### 死後の影響と「帰国」

ジム・フィッツパトリックによる『英雄的ゲリラ』

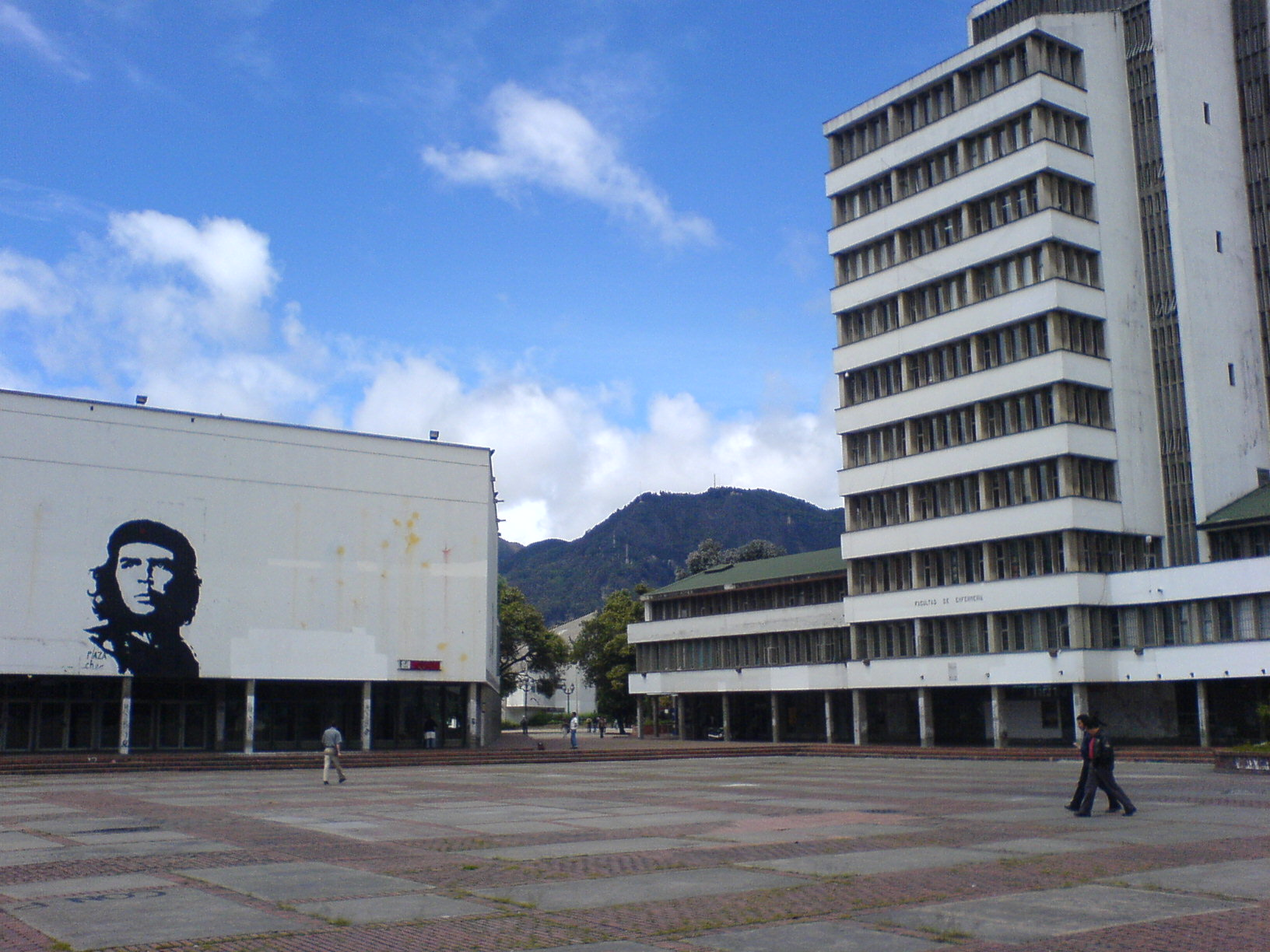
コロンビア国立大学のチェ広場（サンタンデル広場）

ゲバラの生涯と思想は、反米的思想を持つ西側の若者や、冷戦下における南アメリカ諸国の軍事政権・独裁政権下で革命を目指す者たちに熱狂的にもてはやされ、その写真は1960年代の後半頃からTシャツやポスターに印刷されるシンボルとなった。南アメリカ諸国の大学では、現在でもゲリラ時代のゲバラの顔を描いた大きな垂れ幕を掲げているところがある。
思想的にはラテンアメリカ解放の英雄、シモン・ボリーバル、ホセ・デ・サン・マルティン、ホセ・アルティーガス、ホセ・マルティ、アウグスト・サンディーノらのアメリカ主義の系譜を引き継ぎ、同時代に同じ南米で生きたチリの革命家サルバドール・アジェンデとは、お互いを敬愛し続けたといわれた。また、ボリビアの山中で活動していた際にはトロツキーの全集を読んでいた。
冷戦体制が崩壊し、アメリカの後ろ盾を失った独裁者が南アメリカ諸国の多くから去った今日でも、ゲバラは南アメリカ諸国を始めとした第三世界では絶大な人気を誇るカリスマである。特にボリビアでは「イゲラの聖エルネスト」と呼ばれ聖人同然の扱いである。ゲバラが最期を迎えた小学校は現在記念館として開放されている。2006年にボリビアの大統領に就任したエボ・モラレスは、就任後初めてゲバラを公式に再評価した大統領となった。
日本でもゲバラの肖像写真などがプリントされたTシャツが売られている他、サッカースタジアムのゴール裏のファンがゲートフラッグにゲバラの顔を描いたものを掲げていることがある。日本では浦和レッズのサポーターなどに見受けられる。またロック・ミュージックにおいても影響を与え、一部アーティストは公認グッズでゲバラの顔写真を使用している。
1997年、キューバとボリビアの合同捜索隊により、死後30年にして遺骨がボリビアの空港滑走路の下で発見され、遺族らが居るキューバへ送られた。ボリビアはゲバラが英雄視されているために位置を伏せておきたがったが、関係者の告白によってこの事実は陽の目を見た。キューバではゲバラの「帰国」を迎える週間が設けられ、遺体を霊廟へ送る列には多くのキューバ国民が集まった。フィデル・カストロは長時間のスピーチで有名であるが、この時のスピーチは珍しく簡潔であった。遺体はキューバ中部の都市サンタクララに設けられた霊廟に葬られた。
革命の英雄として高い評価を受ける一方、混乱や戦闘を引き起こした当事者として批判も根強い。故郷のアルゼンチンの都市ロサリオの公園にはゲバラの銅像が建立されているが、2017年にはゲバラに批判的な人々により銅像撤去に向けた署名活動も行われた（2021年時点で撤去は行われていない）。

## 年譜
- 1928年6月14日、アルゼンチン第二の都市ロサリオで裕福な家庭に生まれる。未熟児で身体が弱かった。
- 1930年 ブエノスアイレスに住んでいたとき、最初の喘息発作を起こす（2歳）。
- 1932年 重い喘息のため、一家はコルドバの避暑地アルタ・グラシアに転居する。
- 1941年 コルドバの高等学校に入学。喘息にもかかわらず、ラグビーやサッカーなどの激しいスポーツを愛好した。
- 1948年 ブエノスアイレス大学医学部に入学、アレルギーの研究を志す。
- 1950年 北部アルゼンチンをモペッドで単独走破。
- 1951年 アルベルト・グラナードとともに、オートバイで南アメリカをまわる旅に出てラテンアメリカをつぶさに見聞。（第一のラテンアメリカ放浪）
- 1952年 南米旅行の最終地点ベネズエラのカラカスで、アルベルトと別れ帰国して医学部を卒業することを決意。
- 1953年 通常6年の課程を3年で終え、医師免許を取得。フアン・ペロン政権下で軍医になることを避け、カリーカことカルロス・フェレールとともにアルゼンチンを起つ（第二のラテンアメリカ放浪）。ボリビアで農地改革の現実を目撃。アルベンス社会主義政権下のグアテマラで出会ったペルー人社会主義者イルダ・ガデアの紹介で亡命キューバ人と知り合う。
- 1954年 グアテマラのハコボ・アルベンス・グスマンによる政権がカスティージョ・アルマス大佐率いる軍部（アルマスはこの功績でグアテマラ大統領に祭り上げられる）にクーデターで倒され、怒りとともにメキシコに亡命。
- 1955年 イルダ・ガデアと結婚。
- 1956年 長女イルディタ誕生。メキシコ亡命中のフィデル・カストロ、弟のラウル・カストロと出会い意気投合、従軍医として反独裁闘争に参加することを承諾。グランマ号（10人乗りのヨットに82人）でキューバに上陸（12月2日）、以後25ヶ月間におよぶゲリラ戦に従軍。
- 1957年 カストロから反乱軍第2軍（75名）の指揮官（少佐）に任じられる。少佐の階級章（一つ星）をつけた黒のベレー帽は後年チェのシンボルマークとなる。ベレーには上下を逆にした騎兵章（交差したサーベル）を付けることもあった。
- 1959年 ハバナが陥落、フルヘンシオ・バティスタは国外逃亡しキューバ革命成立。キューバの国立銀行総裁に就任。イルダ・ガデアと正式に離婚し、志願して来たのを迎え入れて以来副官同然だった同志、アレイダ・マルチ・デ・ラ・トーレと結婚し4児をもうける。アジア・アフリカの親善大使として来日、12日間滞在した。このとき、広島市の原爆資料館を訪問し、「アメリカにこんな目に遭わされておきながら、あなたたちはなおアメリカの言いなりになるのか」と案内人に問うた。
- 1960年 著書『ゲリラ戦争』出版。ソ連を初訪問。
- 1961年 工業大臣に就任。故郷アルゼンチンへ8年ぶり（最後）の帰国をするが、滞在時間はわずか4時間だった。
- 1963年 アルジェリア独立一周年記念式典に出席。
- 1964年 ベン・ベラ大統領の招きでアルジェリア訪問。12月11日、国際連合総会でキューバ主席として演説[24]、7月26日運動の合言葉『祖国か、死か!』を紹介する。
- 1965年 国際的な革命闘争に参加するためキューバを離れる。アフリカ各地を歴訪し、コンゴでは一時的に闘争（コンゴ動乱）に参加。キューバ共産党中央委員会でカストロはゲバラから自分宛に遺された「別れの手紙」を発表。
- 1966年 コンゴ動乱から引き揚げ、チェコスロバキアのラードビー（プラハの南東25キロにある町）に3月から7月まで、チェコ情報機関に匿われ滞在。「一つ、二つ……数多くのベトナムをつくるために」（1967年に公表されたメッセージの言葉）ラテンアメリカに戻り、変装してボリビアへ。ボリビアでの様子を記した日記は『ゲバラ日記』として死後刊行。
- 1967年10月8日 ボリビアのバジェグランデ近郊のイゲラ村の近くで捕えられ、大統領レネ・バリエントス・オルトゥーニョの命令で10月9日に処刑（銃殺刑）された。39歳没。
- 1997年 死後30年目、ボリビアで遺骨が発掘され、ハバナに移送された。
- 2004年1月25日 米国俳優ロバート・レッドフォードが、ゲバラの著作『モーターサイクル南米旅行日記』（邦訳・現代企画室）と、ゲバラの友人アルベルト・グラナードの著作『トラベリング・ウィズ・ゲバラ』（邦訳・Gakken）を下敷きにプロデュースした新作映画『モーターサイクル・ダイアリーズ』を携え、ハバナを訪問。遺族やハバナ市民が映画を鑑賞した。
- 2007年10月8日 没後40周年式典や追悼式典がキューバのサンタクララなどで行われる。
- 2008年〜2009年 死の二日前まで記された日記『Reminiscences of the Cuban Revolutionary（革命戦争の経過）』（邦題：『革命戦争回顧録』）を基にした映画『チェ 28歳の革命』『チェ 39歳 別れの手紙』が世界中で公開される。
- 2010年5月22日、ゲバラを逮捕したボリビア陸軍のガリー・プラド (Gary Prado) 元将軍が、ボリビア東部の分離独立を画策するために右派の民兵組織を結成した容疑で、自宅軟禁措置を受けた。プラドは容疑を否認している。
- 2011年6月14日、生誕83年にあたるこの日、永らく発表されていなかったキューバの革命戦争の時の日記がオーストラリアのオーシャン・プレス社から出版された[25][26]。

## 人物

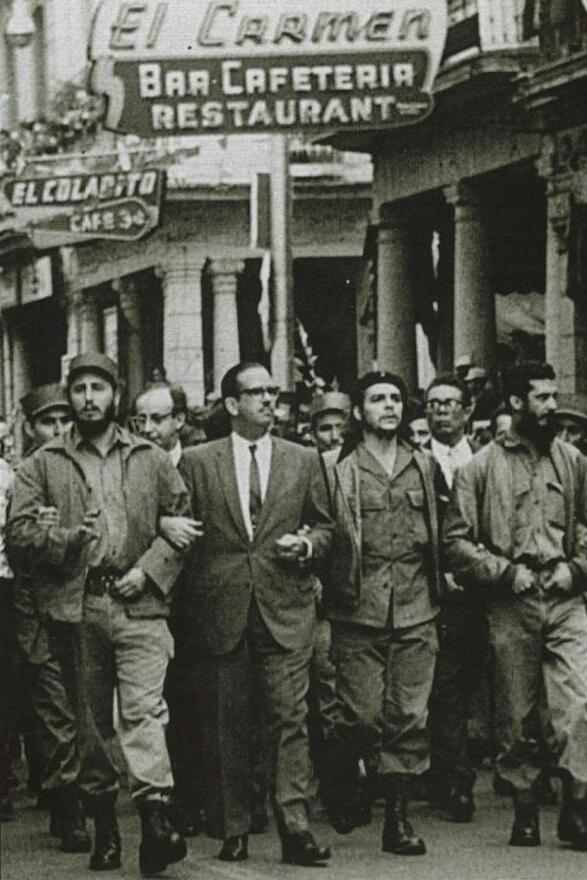
アメリカの爆撃で沈没した貨物船「ラ・クブル号」の犠牲者追悼行進に参加するカストロ（左端）とゲバラ（右から2人目、背広服の人物の向かって右側）

誰よりもよく行動し、革命達成後も喘息を抱える身でありながら寝食を忘れて公務と勉学に励んだという。しかし、自己に課す厳格な規律を周囲の者にも求めたため、閣僚だった当時の部下からは「冷徹、尊大で、まるで我々の教師であるかのように振る舞う」と囁かれ、必ずしも好意は持たれていなかったとされる。ゲリラ軍に志願して来た農民にも、資格として読み書きができる成年者であることを最低限要求し、条件を満たさない者はどんなに熱意があろうと容赦なく切った。一方で民衆からはその勤勉ぶりを褒め称えられ、絶大な人気を得ていた。
フランスの作家レジス・ドブレは、革命軍に帯同した際のゲバラの印象を「好感は持てないが、驚嘆に値する人物」と評した。他にもジャン＝ポール・サルトルから「20世紀で最も完璧な人間」、ジョン・レノンには「世界で一番格好良い男」、カストロには「道徳の巨人」「堅固な意志と不断の実行力を備えた真の革命家」と評された。逆に親米・反共主義の諸国・人々の間では評価されていない。
「2つ、3つ、もっと多くのベトナム（反帝国主義人民戦争）を作れ」という彼の言葉に象徴されるように、武力闘争を圧政から逃れる道とし、アウグスト・サンディーノらの過去のゲリラ戦争をよく研究してゲリラ戦の手引き書である『ゲリラ戦争 (La Guerra de Guerrillas)』（1960年）を著した（しかし、その『ゲリラ戦争』においてすら「平和革命と選挙による変革の道は可能性があるのなら望ましいし追求するべきだ。しかし、現在の条件のもとではラテン・アメリカのどの国においてもそのような希望は実現されることはありそうもないと思われる」と情勢規定している）。また理想主義者でもあり、工業相時代にキューバ国民の労働意欲の低さを目の当たりにし、(これはキューバに限らず、彼の出身国アルゼンチンも含めたラテンアメリカ全般に言えること）「共同体のために尽くし、労働を喜びと感じる『新しい人間』」の育成を目指し、その出現を国家展望の下敷きとした（狭義でのゲバラ主義はこれにあたる）。彼の言葉「何キログラムの肉が食べられるか、あるいは一年に何回休みの日に海岸に遊びに行けるか、あるいは現在の給料でどれほどの美しい輸入品を買えるか、それは問題ではない」に象徴されている。キューバに招聘されたソ連・ヨーロッパの左翼学者たちからは「理想論に過ぎる」と反発を招くとともに、現実的な政治路線を目指すキューバ新体制の中で、徐々に彼を孤立させる遠因となった。彼の直接行動主義と理想主義は、前者は一面として「戦禍を撒き散らす男」のイメージとなって各国に広まり、後年彼自身のゲリラ闘争の障害となった。一方で後者は彼の自己犠牲的な行動力と相俟って、「清廉で理想に燃えた革命家」としての肯定的なイメージを作り出す要因ともなった。
喘息持ちでありながらも葉巻の愛好家として知られている。葉巻は革命家の象徴であり、ゲリラ戦での虫除けにも用いられた。また、キューバの特産品でもあるため、これを世界に向けてアピールする狙いもあったとされている。酒は飲まず（後述の#語録でも明言されている）、マテ茶（アルゼンチンの国民的飲料）が好物。父親がマテ茶をプランテーション事業で手がけていたこともあり、幼い頃から親しんでいた。
趣味は写真撮影で「司令官になる前、僕は写真家だった」と彼自身が語っている。カメラは1954年に発売されたニコン S2（レンズはNikkor-N 5cm f1.1）を愛用していたが、革命戦争中に同じ部隊にいた軍医オスカル・フェルナンデス・メルに譲った。代わりに旧ソ連製のキエフを貰った。上記のS2は現在もハバナのカバーニャ要塞に保管されている。

## 逸話
- 国立銀行総裁に就任した際、それまでフルネームで行うことが慣例だった紙幣へのサインに「チェ」とだけ記した。貨幣に否定的な考えから行われたものだとされる（貨幣というよりは、拝金主義に対する批判のため。革命前は札束が物を言う社会であった）。また、金融に関して素人であるゲバラの総裁就任を訝った人々が、以下のようなジョークを囁いていた。

実際にはこのような事実はなかったが、正式な就任発表の際には小規模ながら預金の取り付け騒ぎが起きるなど金融不安が広がった。
- 現在のキューバ3ペソ紙幣にその肖像を見ることができる。
- ボリビアのゲリラ基地に入る際、トヨタ・ランドクルーザーBJに乗っていた。
- 1956年12月、グランマ号がキューバに上陸して直後、アルグリア・デ・ピオの地で、政府軍から突然の集中砲火を受けたためゲリラ部隊の仲間たちがサトウキビ畑の中に逃げ込もうとしている時、仲間の一人がゲバラの足元に、中身の詰まった弾薬箱を置き去りにして行ってしまった。もうひとつ彼の目の前には、医薬品の詰まった背嚢があったが、弾薬箱と医薬品の両方を背負うのは重すぎると思われた。
 彼自身もまたサトウキビ畑に逃げ込もうとする際、「医者としての天職と革命戦士としての義務のどちらかを選ぶかのジレンマに直面させられた一瞬であった」[28] が、弾薬箱だけを手に取り、走り出した。
- ゲバラの生け捕りをミッションとしていたCIA工作員のフェリックス・ロドリゲスが射殺命令が出たことをゲバラに対し伝える際に「残念だ。努力したのだが……」と告げた（当時ボリビアでは最高刑が禁錮30年であり、警備が厳重な監獄も無かったことから、裁判にかけることを嫌ったボリビア政府の判断であったと言われる）。ゲバラは驚いたようだったが、「それでいい。自分は生きて捕虜になるべきではなかった」と言ったという[29]。
- ゲバラを処刑した元兵士は後年、目の治療のために第三世界で最も高度な医療を無料で受けられるキューバを訪れたが、同国政府は特に問題にせず、彼は無事に治療を受けることができた。

## 語録
- 我々は、二つのヴェトナム、そして、三つのヴェトナム、さらに、数多くのヴェトナムをつくるべきであると主張すべきである。（歴史的遺言）
- グラナダ最後のカリフの母がその息子に言った。“お前が守ろうとしなかった都が亡ぶと言って、何も泣くことはないのだ”（日記）
- バカらしいと思うかもしれないが、真の革命家は偉大なる愛によって導かれる。人間への愛、正義への愛、真実への愛。愛の無い真の革命家など想像できない。（国連総会出席のためにニューヨーク滞在中、インタビューでの質問“革命家にとって重要なことは？”に応えて）
- 私のことを冒険家というのなら、たしかにそうだ。しかし、私は違うタイプの冒険家だ。自分の真理を証明するためなら、命も賭ける冒険家だ。
- 祖国か、死か！（これは7月26日運動のスローガン、また合言葉でもある）
- 我々にとって社会主義の確かな定義は、“人間の人間による搾取の撤廃”以外にない。
- 一人の人間の命は、地球上で一番豊かな人間の全財産の百万倍の価値がある。隣人の為に尽くす誇りは、高所得を得るより遥かに大切だ。蓄財できる全ての黄金よりも遥かに決定的でいつまでも続くのは、人民たちの感謝の念だ。
- 人間はダイヤモンドだ。ダイヤモンドを磨くことができるのはダイヤモンドしかない。人間を磨くにも、人間とコミュニケーションを取るしかないんだよ。
- 国民の英雄たるもの、国民から遠く離れていてはいけない。高い台座に上って、国民の生活と無縁なところに収まるべきでない。
- 指導者とは、人が自分と同じところまで追いつけるように誘導するものだ。ただ言葉で強いるのでなく、後ろにいる人たちを力づけて、自分のレベルまで引き上げようとするのだ。
- 国民に意思を伝えるためには、国民の一人となって感じなければならない。国民の欲するもの、要求するもの、感じるものを知らなければならない。
- 酒は飲まない。タバコを吸う。女を好きにならない位なら、男を辞める。だからと言って、あるいはどんな理由であっても、革命家としての任務を全うできないのなら、僕は革命家を辞める。
- 僕を導くものは、真実への情熱だけだ。あらゆる問題について、僕はこの点から考える。
- 世界のどこかで誰かが被っている不正を、心の底から深く悲しむことのできる人間になりなさい。それこそが革命家としての、一番美しい資質なのだから。（5人の子供たちに遺した手紙の一部　キューバを去ってボリビアに向かうに当たり自分の死を予感して）
- 今世界の他の国が、僕のささやかな力添えを望んでいる。君はキューバの責任者だからできないが、僕にはそれができる。別れの時が来てしまったのだ。喜びと悲しみの入り混じった気持ちで、こんなことをするのだ、と察して欲しい。僕はこの地に、建設者としての希望の最も純粋なもの、そして僕が最も愛している人々を残して行く……また僕を息子のように受け入れた国民からも去って行く、それは僕をとっても悲しい気持ちにするのだが。僕は、新しい戦場に、君が教えてくれた信念、我が国民の革命精神、最も神聖な義務を遂行するという気持ちを携えて行こう、帝国主義のあるところならどこでも戦うために、だ。（フィデル・カストロに宛てた別れの手紙の一部）
- もし私たちが空想家のようだと言われるならば、救い難い理想主義者だと言われるならば、できもしないことを考えていると言われるならば、何千回でも答えよう、「そのとおりだ」。
- 私はキリストではないし、慈善事業家でもない。キリストとは正反対だ。正しいと信じるもののために、手に入る武器は何でも使って戦う。自分自身が十字架に磔になるよりは、敵を打ち負かそうと思うんだ。
- 君達はアメリカにこんなひどい目に遭わされて、怒らないのか？（1959年7月、来日の際に広島平和記念公園も訪れて、随行の日本人達に）
- どこで死に襲われようと、我々の戦いの雄叫びが誰かの耳に届き、我々の武器を取るために別の手が差し出され、他の人たちが立ち上がるなら、喜んで死を受け入れよう！
- 「きみは、そこで何をしているんだね？ 民主主義を再建しにきたのか」（アメリカのキューバ侵攻軍の捕虜の中に黒人を発見して）
- 落ち着け、そしてよく狙え。お前はこれから一人の男を殺すのだ。……撃て、臆病者め。お前の目の前にいるのは英雄でも何でもない、ただの男だ！（ボリビアで捕まり銃殺された際に、自分を撃った兵士に向かって放った最期の言葉）

## 日本語訳著作
- 1967年 『ゲリラ戦争』（『三一新書』）、五十間忠行訳、三一書房
  - 『ゲリラ戦争　キューバ革命軍の戦略・戦術』 中公文庫BIBLIO、2002
- 1967年 『革命戦争の旅 ゲバーラ回想記』、青木書店
- 1967年 『革命の回想』筑摩書房
- 1968年 『ゲバラ日記』（『三一新書』）真木嘉徳訳、三一書房
  - 仲晃・丹羽光男訳 - みすず書房、1968、新版1998
  - 朝日新聞社外報部訳 - 朝日新聞社、1968
  - 高橋正訳 - 角川文庫、1969、復刊1989、改版1999
  - 真木嘉徳訳 - 中公文庫BIBLIO、2001
- 1968年 『ゲバラ選集』第1、青木書店
  - 1956年 - 1961年4月、フィデルに捧げる歌、他32編
- 1968年 『革命ゲバラは語る』合同出版
- 1968年 『国境を越える革命』レボルト社
- 1969年 『ゲバラ選集』第2、青木書店
  - 1961年4月 - 1962年10月、キューバの工業発展に関する報告、他18編
- 1969年 『ゲバラ選集』第3、青木書店
  - 1962年12月 - 1964年3月、アントニオ・マセオ、他19編
- 1969年 『ゲバラ選集』第4、青木書店
  - 1964年3月 - 1967年10月、ジュネーブでの演説国連貿易開発会議、他19編
  - 年譜: p315 - 326
- 1982年8月 『革命戦争の日日』（訳：三好徹、集英社文庫）
- 1997年10月 『チェ・ゲバラ　モーターサイクル南米旅行日記』　（訳：棚橋加奈江、現代企画室）増補新版、2004年9月　ISBN 4773804084
  - 『モーターサイクル・ダイアリーズ』（角川文庫、2004年）ISBN 404-3170025
- 2001年10月 エルネスト・ゲバラ・リンチ編『チェ・ゲバラ America放浪書簡集 ふるさとへ1953-56』現代企画室、ISBN 4-7738-0102-6
- 2004年11月『チェ・ゲバラ　第2回AMERICA 放浪日記』（訳：棚橋加奈江訳、現代企画室）ISBN 4-7738-0410-6
- 2007年11月『ゲバラ日記　新訳』（訳：平岡緑 、中公文庫）ISBN 978-4-12-204940-6
- 2008年2月 『革命戦争回顧録』（訳：平岡緑、中公文庫）ISBN 978-4-12-204981-9
- 2008年5月『ゲバラ世界を語る』（訳：甲斐美都里、中公文庫）ISBN 978-4-12-205027-3
- 2008年7月『ゲリラ戦争　キューバ革命軍の戦略・戦術　新訳』（訳：甲斐美都里、中公文庫）ISBN 978-4-12-205097-6
- 2010年6月『マルクス=エンゲルス素描』（訳：太田昌国、現代企画室）ISBN 978-4773810097